# Áreas protegidas de Grecia

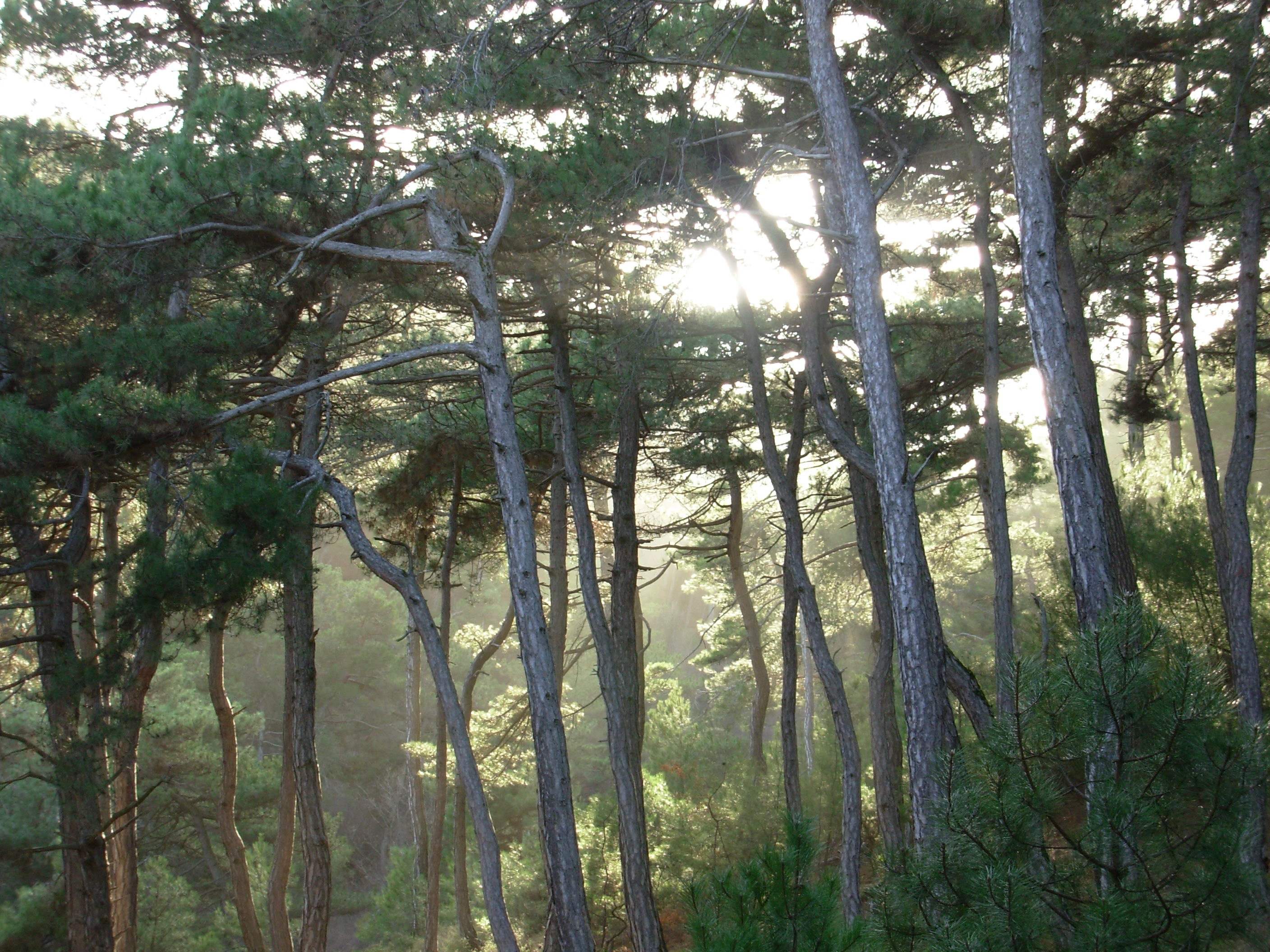
Parque forestal nacional de Dadia-Lefkimi-Souflí.

En Grecia hay, según la IUCN, 1289 áreas protegidas que cubren un 35,22 % del territorio, 46 842 km2, además de 22 326 km2, el 4,52 % de las zonas marinas que pertenecen a Grecia. Hay 15 parques nacionales con 13 zonas periféricas, 2 parques marinos nacionales, 10 parques forestales nacionales núcleo con 5 zonas periféricas, 21 centros de cría de caza, 6 parques marinos, 3 paisajes protegidos, 9 reservas naturales, 4 reservas naturales absolutas, 603 refugios de vida silvestre, 19 bosques estéticos, 3 bosques protegidos, 9 monumentos naturales, 7 áreas de caza controladas, numerosas áreas periféricas, 10 sitios Ramsar, 2 reservas de la biosfera de la Unesco y 2 patrimonios de la humanidad.
En Grecia hay 443 áreas que forman parte de la Red Natura 2000 europea. Estas zonas cubren el 19 % de la superficie del país. De estas, 202 han sido registradas como SPAs (Áreas de protección especial) y 241 como SCIs (Sitios de importancia comunitaria). Las áreas bajo esta calificación no están estrictamente protegidas, ya que en ellas vive gente, se practica la agricultura o la silvicultura e incluso las hay en zonas urbanas, aunque otras son muy salvajes.
La denominación de los lugares varía mucho según el idioma. Las adaptaciones al castellano y a las demás lenguas hacen que a veces los lugares tengan nombres muy dispares. En griego, parque nacional se escribe Ethniko Parko; humedales, ygrotopon; lago se escribe limni (λίμνη) y lagos limnon (λίμνες). Así, Ethniko Parko ygrotopon ton limnon Koroneias-Volvis kai significa Parque nacional de los humedales y lagos de Koroneias y Volvis, que en castellano se denominan Koronia y Bolbe. Añade además, Makedonikon Tempon, en la en otro tiempo región de Migdonia (Μακεδονική en griego).

## Parques nacionales

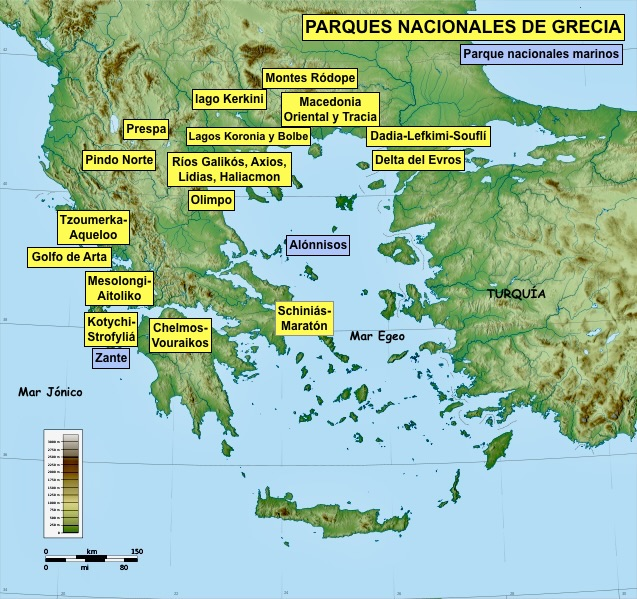
Parques nacionales de Grecia

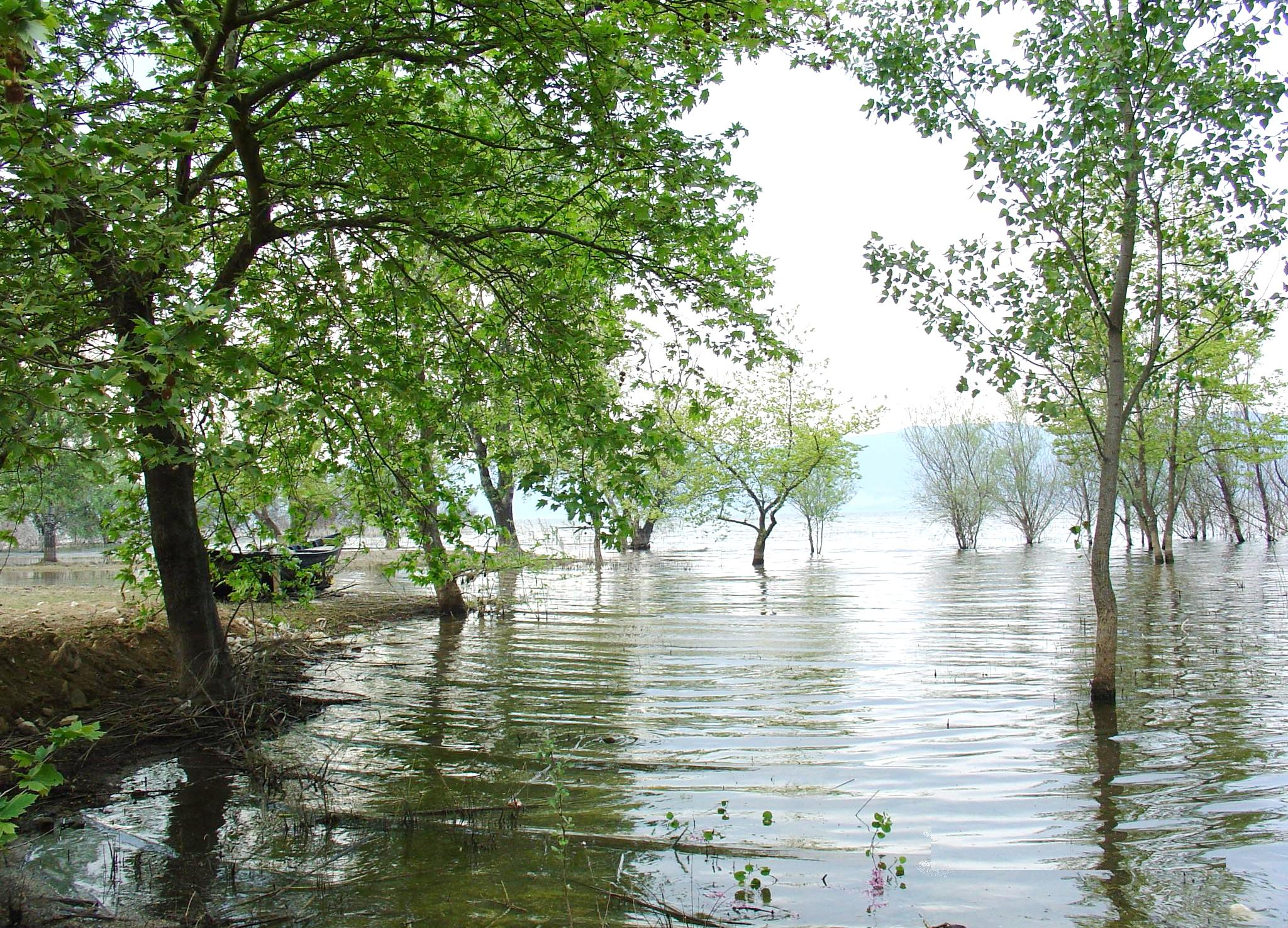
Parque nacional de los lagos Koronia y Bolbe en Migdonia.

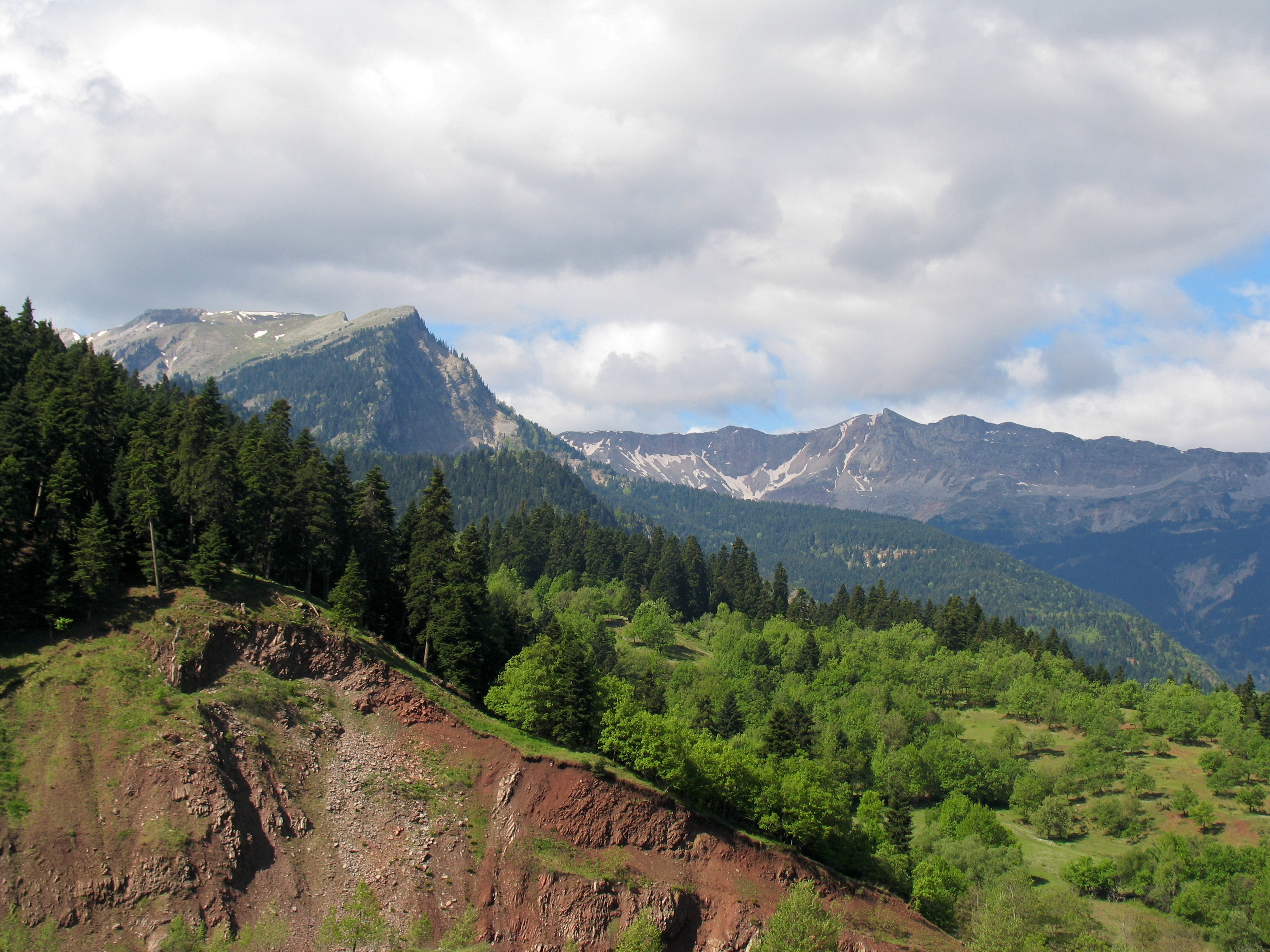
Parque nacional del Pindo septentrional

En Grecia hay 15 parques nacionales con 13 zonas periféricas, 10 parques forestales nacionales con 5 zonas periféricas, 2 parques marinos nacionales con 1 zona reserva natural absoluta, 3 zonas reservas naturales y 1 zona periférica. Hay que tener en cuenta que un parque forestal nacional no es ni tiene la misma protección que un parque nacional.
- Parque nacional forestal de Dadia-Lefkimi-Souflí (Ethniko parko dasous Dadias-Lefkimmis-Soufliou), 432 km2. Con un paisaje en mosaico formado por bosques de pinos y robles, interrumpidos por claros, prados y campos de cultivo, es el hábitat ideal para las rapaces. Hay tres tipos de buitres, el buitre leonado, el alimoche común o buitre egipcio y el buitre negro, del cual hay la única población en los Balcanes.[5] Se encuentra en el extremo sudoriental de los montes Ródope y está nominado como Reserva de la biosfera de la Unesco.[6]
- Parque nacional del delta del Evros, o río Maritsa (Ethniko ygrotopiko parko delta Evrou), 129 km2. Al sudeste de la prefectura de Evros, al nordeste de Grecia, en la frontera con Turquía, se forma un extenso delta del 95 km2 (80 de tierra y 15 de agua) en la desembocaduras del río Evros o Maritsa. Es el segundo río más grande de Europa Oriental, con 528 km de longitud. Posee clima mediterráneo afectado por condiciones continentales. En el delta hay siete biotopos: vegetación de ribera, tamariscos, humedales con juncos, vegetación sumergida en aguas salobres, lagunas y vegetación de agua dulce, vegetación halófita y vegetación de los islotes de arena. Hay unas 28 especies de anfibios y reptiles, más de 40 de mamíferos y 46 de peces. Entre las aves, hay tres especies de cisnes, mudo, cantor y silbador. Hay pelicano ceñudo, cormorán pigmeo, etc.[7]
- Parque nacional de los lagos Koronia y Bolbe en Migdonia (Ethniko Parko ygrotopon ton limnon Koroneias - Volvis kai ton Makedonikon Tempon), 159,3 km2
- Parque nacional de Schiniás-Maratón (Ethniko Parko Schinia Marathona), 14,39 km2. Se trata de un humedal en la región de Ática. El humedal de Schiniás es conocido desde antiguo como el humedal de Maratón, porque en sus playas tuvo lugar la batalla de Maratón con los persas. Tras décadas de degradación, se recuperó una zona pequeña, de unos 7 km2, con manantiales, carrizales, marismas y el lago del Centro Olímpico de Schiniás. En 2003 se amplió para abarcar el bosque de pinos costero, las colinas cercanas y la bahía poco profunda.[8] En la zona hay zorros, tejones, erizos, conejos,reptiles, tortugas, ranas y más de 115 especies de aves.[9]
- Parque nacional del Pindo Septentrional, 2000 km2. Su origen está en el Parque nacional de Pindo o Pindus (Ethnikós Drymós Píndou), de 69 km2, en el nordeste del monte Pindo, creado en 1966. En 2005 se amplía a 1462 km2, y con la adicción de once áreas de la red Natura 2000, adquiere el tamaño actual.[10]
- Parque nacional de las lagunas Mesolongi-Aitoliko, los tramos inferiores y estuarios de los ríos Aqueloo y Eveno, y las islas Equínadas (Ethniko Parko limnothalasson Mesolongiou–Aitolikou, kato rou kai ekvolon Acheloou kai Evinou kai nison Echinadon), 360,7 km2. El río Aqueloo o Acheloos es conocido también como Aspropótamos y el río Eveno también se puede llamar Evinos. Las islas Equínadas también son Echinades o Ehinades. La laguna Messolonghi se transcribe como Mesolongi, el nombre del municipio cercano.
- Parque nacional de Macedonia Oriental y Tracia (Ethniko Parko Anatolikis Makedonias kai Thrakis), 929,5 km2.
- Parque nacional del lago Kerkini (Ethniko Parko Limnis Kerkinis), 824,1 km2. A 40 km del pueblo de Serres y 100 km de Salónica, a la sombra de la cordillera Belasica, que linda con Macedonia y Bulgaria. El lago se forma en 1932 con la construcción de una presa. Desde entonces, además de parque nacional, es sitio Ramsar y forma parte de la red Natura 2000, debido a la escasa intervención humana. Los bosques de ribera de sauces y los nenúfares flotantes que ocupan cientos de hectáreas, lo convierten en una zona importante para las aves. Hay unas 300 especies, entre las cuales destacan el pelícano, el cormorán enano y la garza real. También destaca por la presencia de búfalos de agua, de los que se aprovecha la leche y el queso. Hay 32 especies de peces, zorros rojos, gatos salvajes, comadrejas, turones, martas y ocasionalmente lobos, osos y chacales.[11]
- Parque nacional de los humedales del golfo de Arta, también conocido como golfo de Ambracia, de Accio o en griego Amvrakikós kólpos (Ethniko Parko Ygrotopon Amvrakikou), 287,6 km2.
- Parque nacional de Tzoumerka-Aqueloo y garganta del río Aractos (Ethniko Parko Tzoumerkon-Peristeriou kai charadras Arachthou (Zoni III)), 723,6 km2 El parque fue creado en 2009, bordeado por las montañas Lakmos o Peristeri y Athamanika o Tzoumerka, que forman parte de la cordillera del Pindo. Tzoumerka va de norte a sur a lo largo de 40 km, con una anchura de 15 a 20 km. El pico más alto es el Kakarditsa, de 2429 m. Al oeste del macizo, el río Aracto fluye de norte a sur hasta desembocar en el golfo de Arta; al este del macizo se halla el río Aspropótamos.[12]

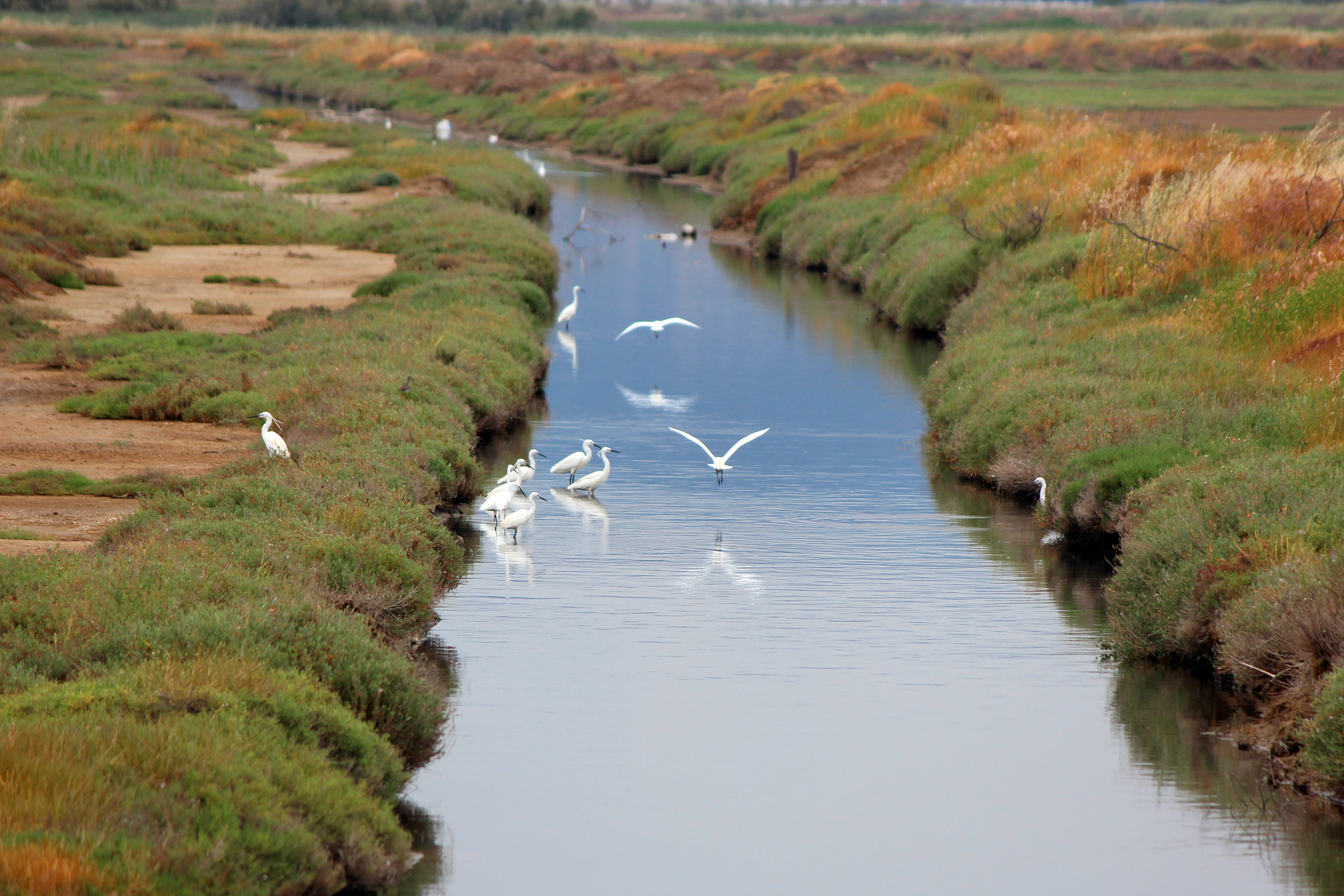
Humedales en torno a la laguna de Kalochori

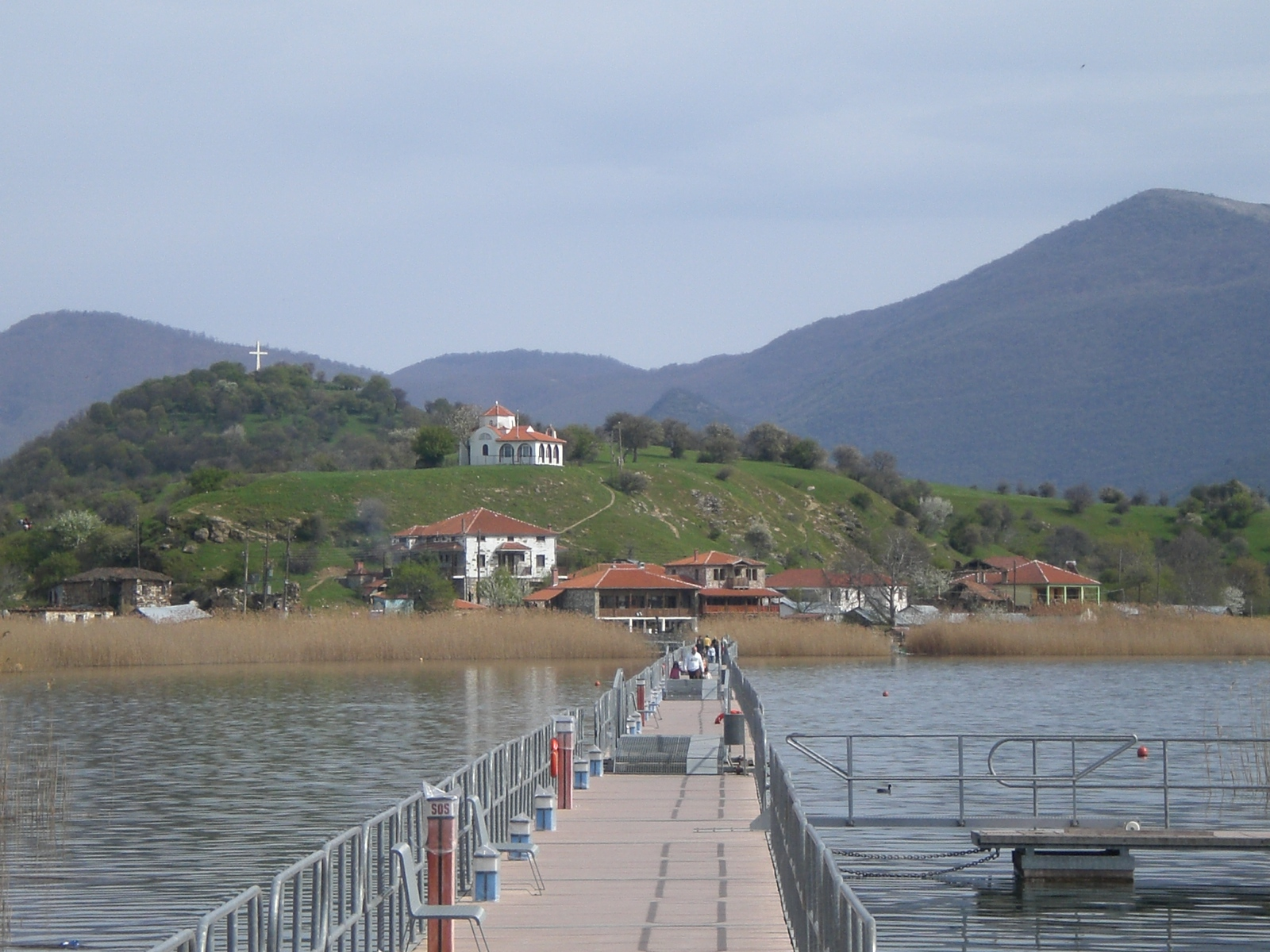
Isla de Agio Achillo en el lago pequeño de Prespa

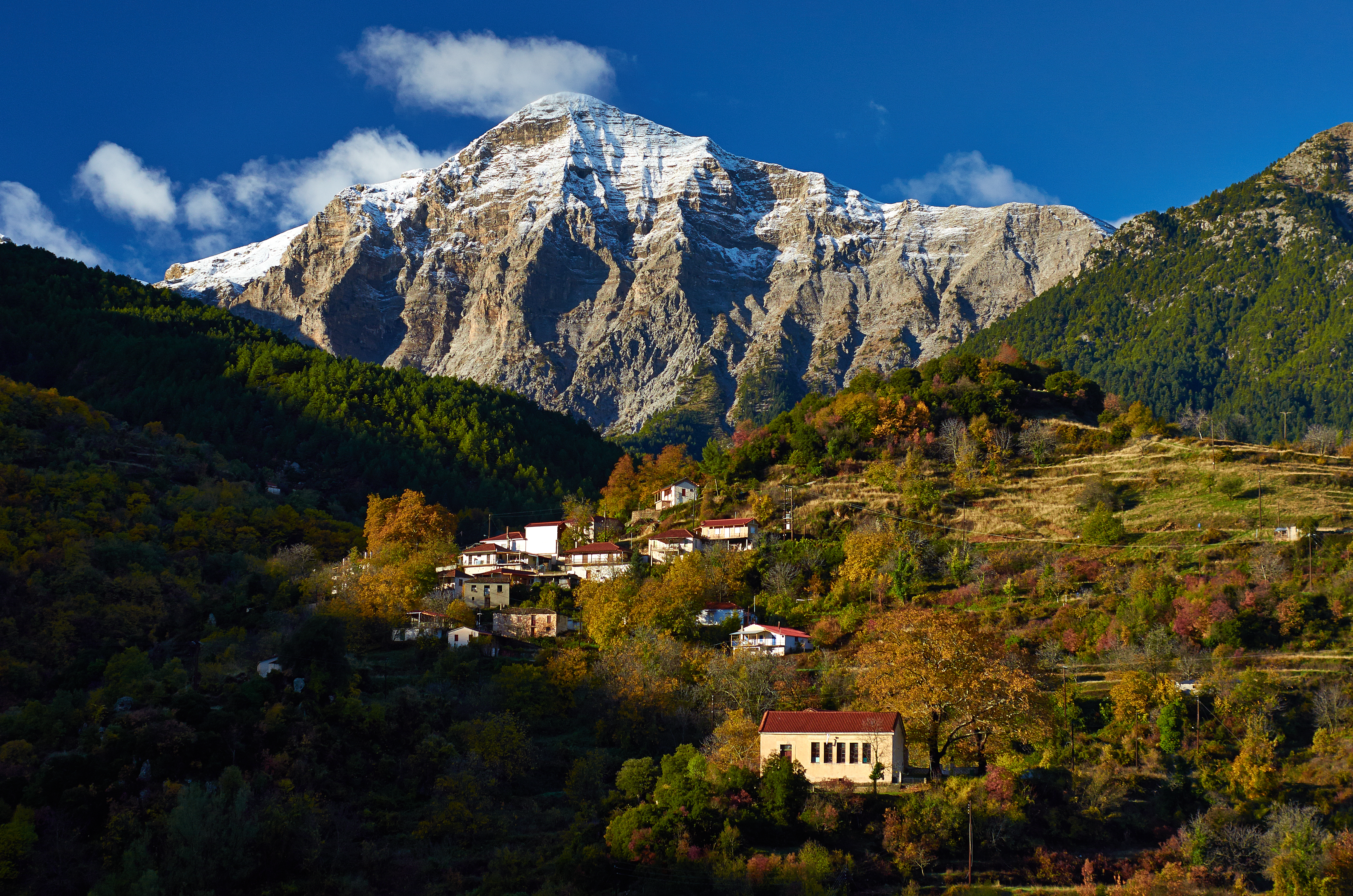
Monte Chelmos o Aroania, con el pico Neraidorachi, de 2341 m, y la aldea de Mesorougi.

- Parque nacional de los ríos Galikós, Axios, Lidias, Haliacmon, los humedales de Alykes Kitrous y la laguna Kalochori (Ethniko Parko Gallikou, Axiou, Loudia, Aliakmona, Alykis Kitrous, Limnothalassas Kalochoriou), 337,79 km2. Zona protegida situada al sur de la ciudad de Tesalónica, en el golfo Termaico. El río Galikós o Gallikos, antiguo Echedoros, nace en los montes Krousia, en Kilkis, recorre 65 km y desemboca en el golfo Termaico o de Tesalónica. Muy explotado durante años, se alimenta ahora con el río Haliacmón. En su estuario forma tres lagunas formadas artificialmente, con fochas, cormoranes, garzas, patos, pelícanos, flamencos, cisnes y busardos. El río Axios o Vardar es el segundo en longitud de los Balcanes, con 380 km, de los que 76 fluyen por Grecia. Desemboca al sudoeste de Salónica, en una zona muy transformada. El río Lidias nace en los montes Voras, Vermio y Paiko, desemboca en el lago de Giannitsa o Ludiaco, ahora drenado, y sigue hacia el golfo Termaico, principalmente por un canal de 40 km de largo. El río Aliakmon o Haliacmón, es el más lago de Grecia, nace en los montes Grammos y Voios y recorre 350 km hasta el golfo Termaico, donde tiene un amplio delta. Los humedales de Alyki Kitrous se hallan al sur de la laguna del mismo nombre, cubre 1500 ha, incluyendo la laguna de Kitrous, con su zona de producción de sal, así como los humedales, al sur, hasta Korinos.[13] La laguna Kalochori es la entrada norte del parque, a 8 km de la ciudad de Tesalónica. Los humedales de la costa se extienden desde el centro urbano y albergan numerosas aves, sirviendo de refugio a numerosos flamencos en sus aguas poco profundas.[14]
- Parque nacional de los lagos Prespa grande y pequeño (Ethniko Parko limnon Mikris kai Megalis Prespas), 324 km2. Linda con el Parque nacional Prespa, que está en Albania, con el que forma el Parque transfronterizo Prespa. Son dos lagos separados por un istmo de 500 m de anchura, a 853 m de altitud. El grande está dividido en tres países, Albania, Macedonia del Norte y Grecia y tiene 176 km2, de los cuales 36 km2 pertenecen a Grecia. El pequeño tiene 46,8 km2, de los que solo 4,3 km2 pertenecen a Albania. Destacan la villa de Psarade, en el lago grande y la isla de Agio Achillo, en el lago pequeño, que tiene una profundidad máxima de 8,4 m, mientras el grande alcanza los 55 m. En la zona de conservan monumentos bizantinos y postbizantinos, como la basílica de Agios Achilleios, del siglo X y diversas ermitas. La vegetación comprende viejos enebros mezclados con roble de Macedonia, en Agios Georgios, en Psarades y en Agios Athanasios, en Vrondero, así como el boj común. Hay unas 2000 especies de plantas, 49 hábitats, 271 especies de aves, 60 de mamíferos, 23 de peces, 22 de reptiles y 11 de anfibios. Incluye los humedales de la zona de Koula-Slatina-Slogi-Opagia, que alberga, entre otros, la serreta grande. Está en la lista de propuestas para reserva de la biosfera de la Unesco.[15]
- Parque nacional de Chelmos-Vouraikos (Ethniko Parko Oreinon Ogkon Chelmou-Vouraikou), 544,4 km2. Forma parte del Geoparque global Chelmos-Vouraikos de la Unesco, con 647 km2, desde 2015. Al norte del Peloponeso, a 200 km de Atenas y a 100 km de Patras. Protege una serie de formaciones geológicas (tectónicas, geomorfológicas, kársticas, paleontológicas, litológicas e hidrológicas) en los montes Chelmos (Aroania en español), que culminan a 2355 m. Destaca la garganta de Vouraikos, que le da nombre, así como la cueva de los Lagos, con una treintena de lagos subterráneos, los manantiales del río Aroanios, los lagos Tsivlos y Doxa, etc. Hay unas 1100 especies de plantas, de las que algunas son endémicas del Peloponeso, como Globularia stygia, que recibe el nombre de la cascada Estigia o Styx.[16]

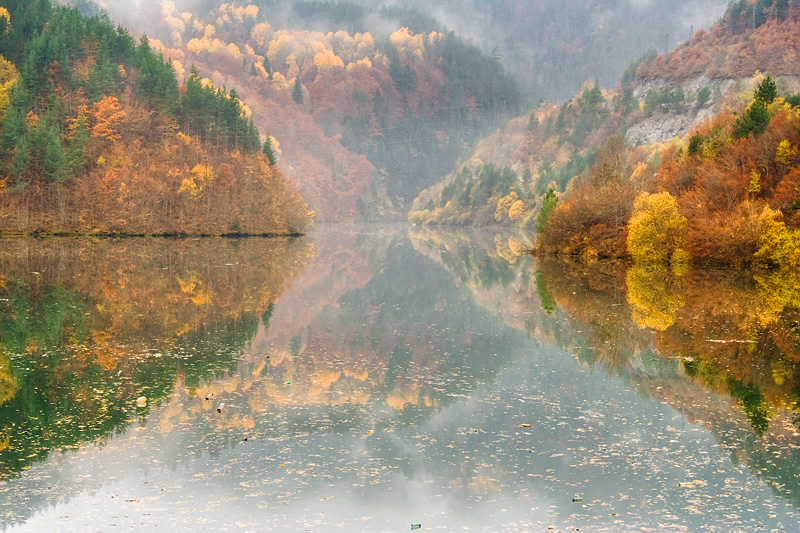
Otoño en los montes Ródopes

- Parque nacional de las montañas Ródope (Ethniko Parko Oroseiras Rodopis), 549 km2. Los montes Ródope se extienden por Grecia y Bulgaria en la antigua Tracia.[17] Su extensión supera los 14 000 km2 y se dividen en occidentales, orientales y meridionales o griegos. En estos últimos, al norte de Grecia, se encuentra el parque nacional, en el centro-oeste del macizo, al nordeste del monte Falakro y las riberas del río Nestos o Mesta en búlgaro, en la frontera con Bulgaria, que discurre de noroeste a sudeste por una zona de unos 1700 km2, forma la famosa garganta de Nestos (Stena tou Nestou) y crea un amplio delta en la desembocadura. En su amplio bosque se encuentra el límite sur de la pícea común. Hay unas 1200 especies de plantas, con 7 endémicas, entre ellas el lirio de las Ródopes y otras muchas que marcan su límite meridional. El bosque de Smida es el único de abedules de toda Grecia y el de Elatia, de píceas. Hay osos, cabras, lobos y ciervos, así como aves como el urogallo, el grévol común y el águila real.[18]
- Parque nacional de los humedales de Kotychi-Strofyliá (Ethniko Parko Ygrotopon Kotychiou-Strofylias), 159,75 km2. En la costa noroeste del Peloponeso, desde la laguna de Araxos hasta las marismas salinas de Lehaina o Lechaina. Cerca de la población de Araxos se encuentra el parque natural de Strofilia y la famosa playa de Kalogria, con una longitud de 9 km y 80 m de anchura, con unas 200 ha de dunas que se desplazan con las olas del mar Jónico. La playa forma parte del parque nacional, junto con la laguna de Kotychi, que es sitio Ramsar, la laguna de Prokopos, la laguna Araxos, la marisma de Lamia, los humedales, las montañas negras, el bosque de Strofylia y las dunas. Las montañas negras, al norte del parque, son una zona de acantilados, que alcanzan los 240 m, con árboles dispersos del roble Quercus ithaburensis subsp. macrolepi. El bosque de Strofylia, al noroeste del parque, es uno de los mayores de Europa de pino piñonero, con 22 km2, formando una franja costera de unos 1250 m de anchura, que también contiene pino de Alepo y roble. La laguna de Kotychi tiene unas 750 ha, una profundidad de 0,4 a 1 m y forma una larga franja separada al oeste por una larga duna de 5 km del mar.

### Parques marinos nacionales
- Parque nacional marino de Alónnisos, 2260 km2
- Parque nacional marino de Zante, 135 km2

### Parques forestales nacionales

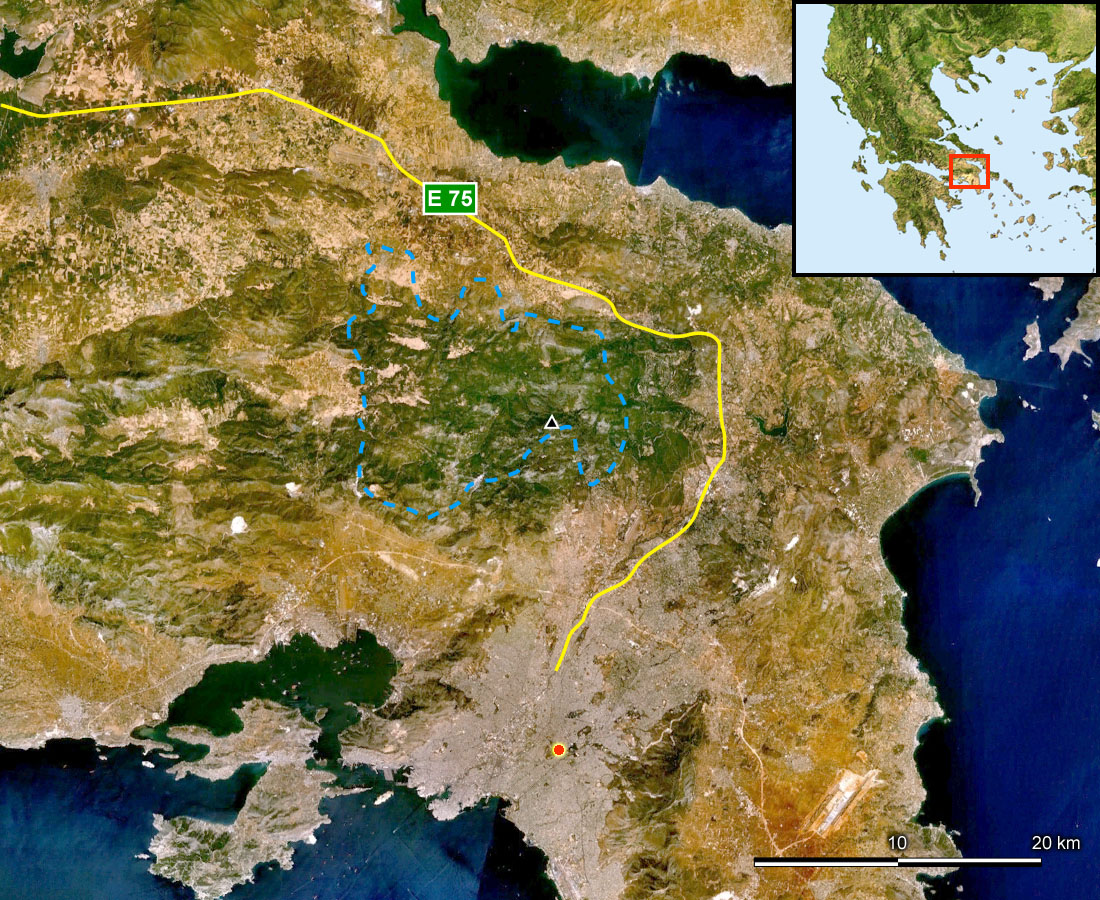
Bosque del Parque nacional forestal del Parnés delineado por la línea azul

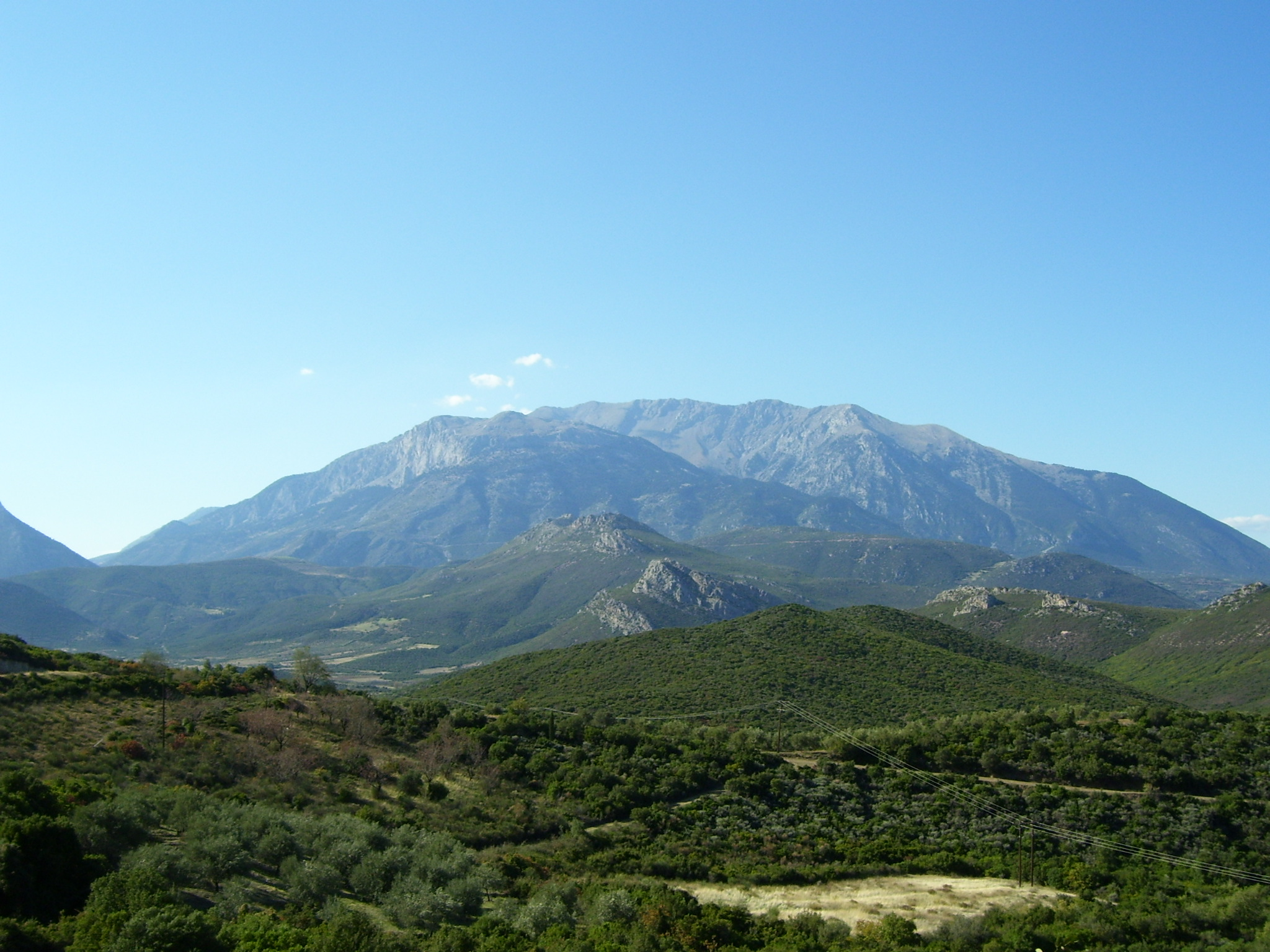
Monte Parnaso

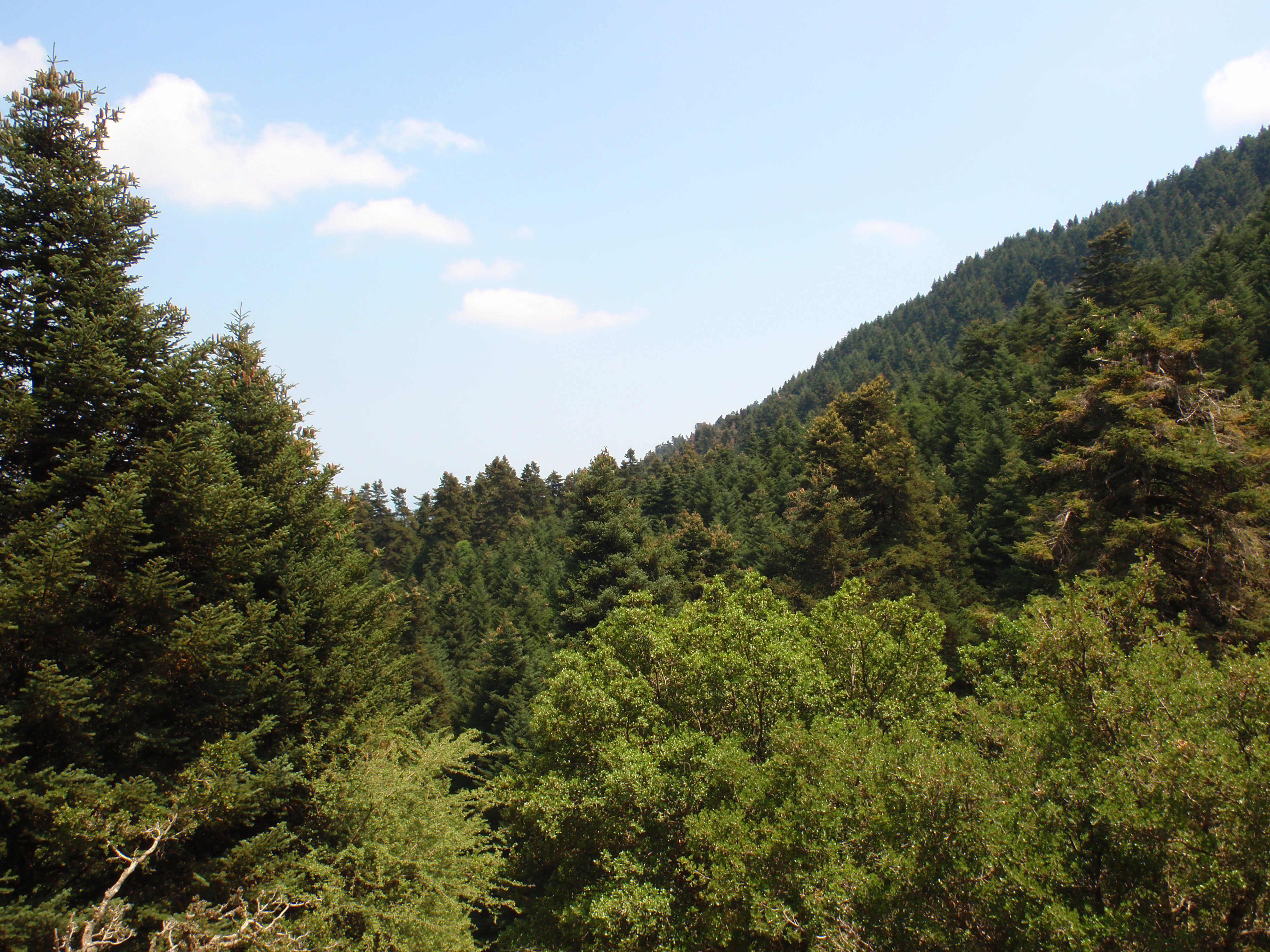
Bosque de abetos de Cefalonia en el monte Enos, en la isla de Cefalonia

En Grecia hay 10 parques forestales nacionales o Ethikoi Drymoi (bosques con carácter, no parques nacionales, aunque cuando un parque nacional está ampliamente cubierto de bosques también se clasifica como Ethnikos Drymos o parque forestal nacional).

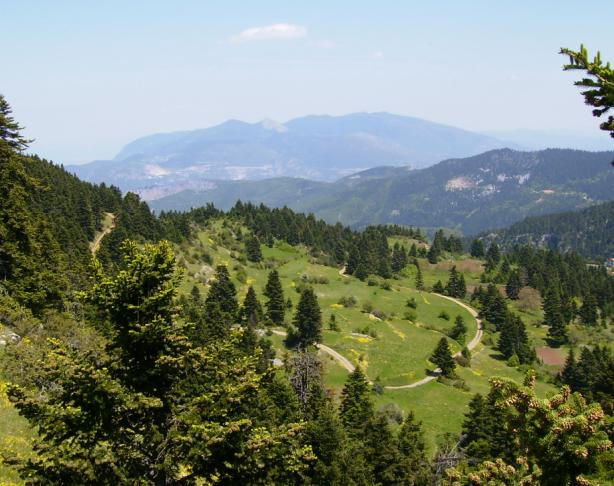
Cadena montañosa del monte Eta u Oiti.

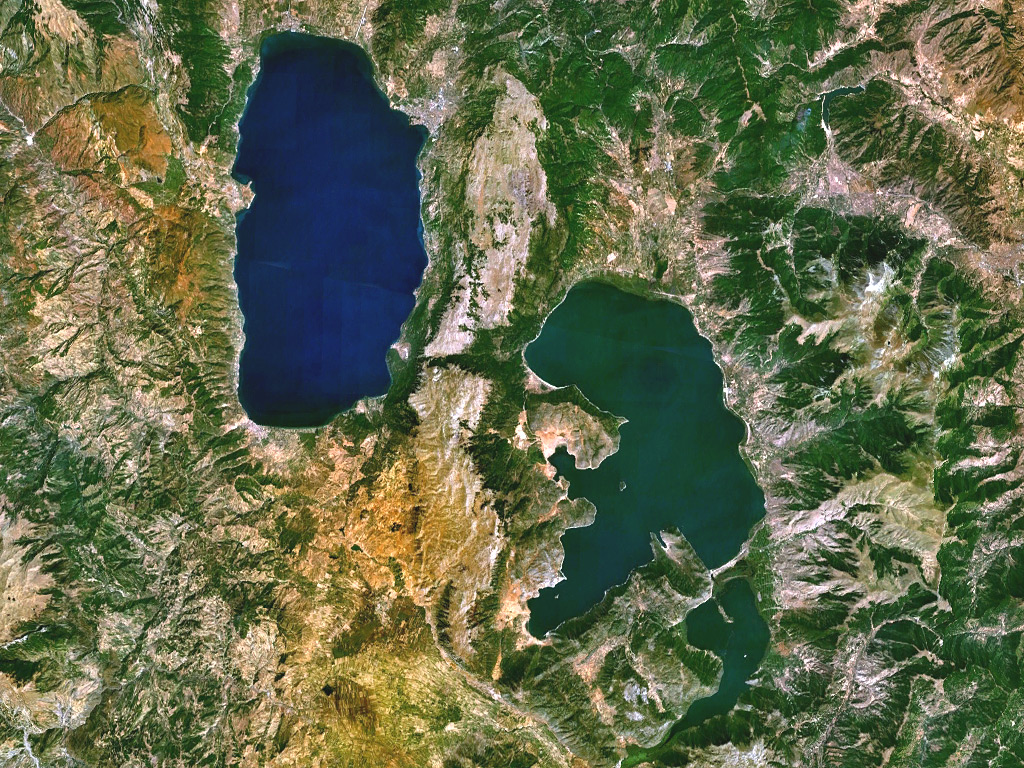
Lagos Prespa desde el espacio

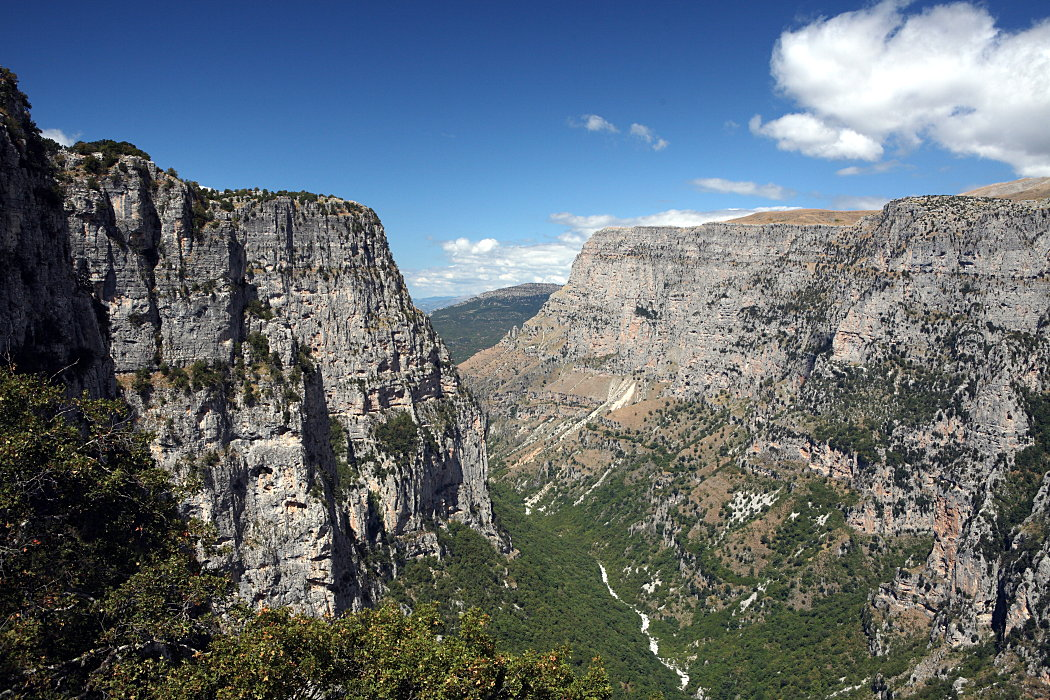
Garganta de Vikos, en el Parque forestal nacional de Vikos-Aoos

- Parque nacional del monte Eta o Parque forestal nacional del monte Eta, Oiti u Oeta, 35,69 km2, en 38°48'00"N, 22°16'48"E. Es una cadena montañosa, al sudeste de la sierra del Pindo, en el centro de Grecia, formada por una meseta rodeada de cimas que culminan en el monte Pyrgos, de 2152 m y el Greveno, de 2117 m, que ofrece la mejor vista. En las altas mesetas domina la vegetación subalpina de astragalus, festuca, genista, entre otras especies. Destaca por el número y la variedad de las flores, entre las que destacan narcisos, lirios, orquídeas, campanulas, centaureas, prímulas, iris, etc., hasta unas 1149 especies de plantas. Hay cabras, jabalíes, lobos y se ha visto algún oso. En la meseta se halla el lago Livadates y la cueva Katavothra, a 1775 m, por donde se pierden las aguas que brotarán luego en la garganta del Gorgopotamos, uno de los tres ríos que nacen en la meseta, junto al Asopos y el Inachos.[21] Forma parte de la red Natura 2000 y es área de importancia para las aves por BirdLife International con 188 km2, desde los 100 hasta los 2152 m, con especies como el roquero solitario, la perdiz griega, el buitre leonado, el alcotán europeo, águilas, halcones y hasta seis especies de pájaros carpinteros.[22]

- Parque nacional forestal del monte Olimpo, 234 km2. Entre Macedonia y Tesalis, entre las provincias de Pieria y Larissa. Tiene un microclima debido a la cercanía del mar. El bosque se caracteriza por una sucesión anárquica de vegetación, debida a las vertientes rocosas, los microclimas, la altitud y los gradientes escalonados del terreno. En general, hay cuatro franjas de vegetación. Entre 300 y 500 m, domina la vegetación esclerófila, con matorrales, arbustos y árboles pequeños como la encina, el madroño oriental, la coscoja y el enebro rojo, así como el fresno de flor, el árbol de las pelucas, el arce de Montpellier y otros. Entre 600 y 1400 m es la zona del haya-abeto, con pino de los Balcanes y, en las zonas más húmedas, manchas de abeto del rey Boris, carpe oriental, olmos, avellanos, cornejos y tejos. En las gargantas hay plátanos y sauces. De 1400 a 2500 m, crece el pino de los Balcanes o pino negro, sobre laderas rocosas y secas. Más arriba, hay matorrales y prados con vegetación subalpina.[23] Hay más de 40 especies de mamíferos en el Olimpo. Los más comunes son el rebeco de los Balcanes (Rupicapra rupicapra balcanica), el corzo, la garduña, el jabalí, el zorro, la ardilla, el gato montés y diversas species de murciélagos (Barbastella barbastellus, Eptesicus serotinus, Plecotus kolombatovici, Pipistrellus pygmaeus). El lobo y el oso pardo atraviesan a veces las altas crestas. Hay unas 150 especies de aves registradas, entre ellas, en los roquedos, el águila culebrera europea, el águila real, el busardo ratonero, el abejero europeo, varios tipos de halcones, pájaros carpinteros, etc.[24]

- Parque nacional forestal del Parnès o Parnitha. Tiene una zona núcleo de 380 km2, y una zona periférica de 2200 km2, que incluye picos, gargantas, acantilados y mesetas. El bosque está dominado por el abeto Abies cephalonica, que crece a 800–900 m, mientras las vertientes norte y sudoeste están cubiertas de pinos. Más arriba hay acebos, robles, madroños y cedros (Juniperus oxycedrus), mientras que en las zonas donde hay agua crecen el carpe negro, el plátano y el álamo. En los últimos años se han plantado pinos negros, acacias y cedros del Líbano. Al norte, hay zonas de maquis. La palabra parnitha tiene la raíz parna que significa casa u hogar y que se aplica también al monte Parnaso, que se encuentra al noroeste. Hay 1100 tipos de plantas y 20 clases de mamíferos, entre ellos el ciervo, la liebre, el zorro, el tejón, la garduña, chacales, ardillas, erizos, etc. Hay 120 especies de aves, entre ellas el buitre, el águila real, el halcón peregrino, la curruca de Rüppell y el búho real.[25]

- Parque forestal nacional del Pindo, 32 km2 en el núcleo, y hasta 355 km2 protegidos, en la Periferia de Macedonia Occidental y la Periferia del Epiro, en la parte nororiental de los montes Pindo. Incluye el valle de Valia Calda ('valle caliente'), así llamado por las fluctuaciones de temperatura diarias. Cubre los montes Arkoudorema, Lygos y Mavrovouni, entre 1000 y 2177 m. El clima es húmedo, con hasta 1500 mm anuales. Está cubierto por densos bosques de robles, hayas y hasta 30 especies de árboles y matorrales, y es un refugio para el oso pardo.[26]

- Parque forestal nacional de Prespa, 327 km2. Está en el triángulo compartido con Grecia, Macedonia y Albania. La cuenca del Prespa incluye dos lagos, el Gran Prespa y el  Prespa Menor, y cuatro parques nacionales: el Parque nacional Prespa, en Albania, con el mismo nombre, en Grecia, y los parques nacionales de Galichica y Pelister en la República de Macedonia del Norte. En 2009 se amplía la zona del parque incluyendo todo el Prespa Menor y parte del monte Varnoundas (2179 m).[27] Toda la zona forma parte de la red Natura 2000, y además, el Prespa Menor es uno de los 11 humedales Ramsar de Grecia. Hay más de 270 especies de aves, de las que anidan 143, 62 de mamíferos, 11 de anfibios, 22 de reptiles y 23 de peces. Hay unas 1000 parejas de pelícanos ceñudos y unos 49 tipos de hábitats en el parque.[28]

- Parque forestal nacional de Sunio, 7,5 km2. En el extremo sudeste de la península Attica, al oeste de la ciudad de Lavrio, en el cabo Sunio, con un núcleo de 750 ha y un área regional de 2750 ha (27,5 km2), adyacente al sitio arqueológico (templo de Poseidón) y a 50 km de Atenas. Hay los restos de antiguas minas, ruinas monumentales y fósiles históricos, pero la mayor parte del parque está cubierta de pinos, matorrales y tomillo. Hay pocos mamíferos, entre ellos el zorro.[29]

- Parque forestal nacional del Vikos-Aoos, 126 km2, en el área de Vikos Ravine, periferia de Epiro, a 30 km al norte de la ciudad de Ioánina, en la parte norte de los montes Pindo. El nombre procede de las dos gargantas que lo atraviesan, Vikos, en la vertiente sur del monte Tymfi, de 2497 m, punto culminante, y Aöos, con numerosos ríos, lagos, cuevas, cañones y densos bosques de coníferas y árboles caducos.

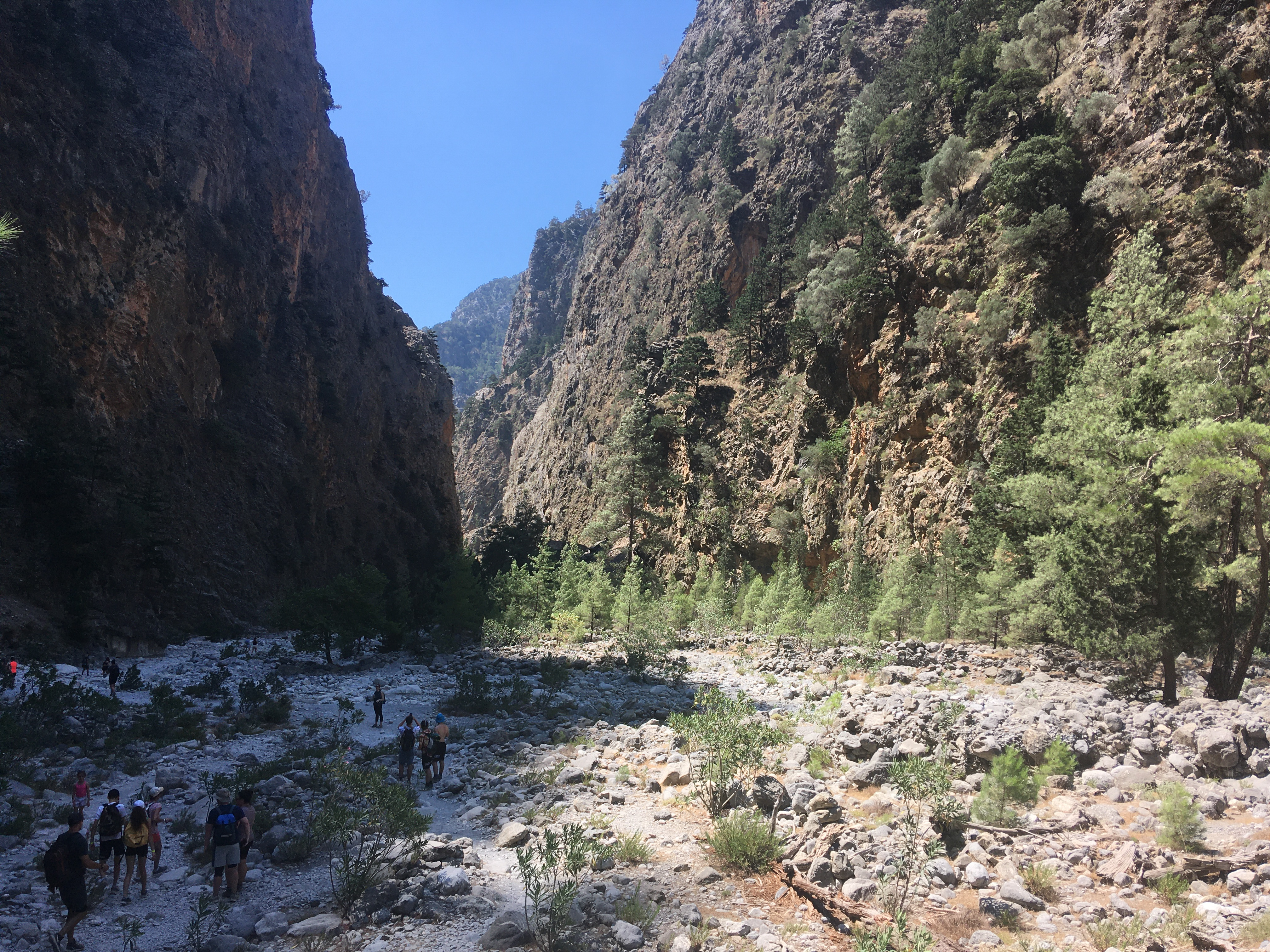
Parque nacional o Garganta de Samaria

- Parque nacional del Monte Parnaso, 35 km2. El monte Parnaso tiene 2457 m de altura. El parque nacional se creó en 1935, después del monte Olimpo. Se halla entre la Fócida, al oeste, y al este, en Beocia, entre Delfos, Arachova y Agoriani. La zona está dominada por el abeto griego o abeto de Cefalonia. Hay picos y cuevas como Korykion Andron o Coricio, por encima de Delfos. Además de abetos, hay ciruelos y pinos de los Balcanes. Entre los animales, zorros, liebres, roedores, y aves de bosque, como perdices, pájaros carpinteros, mirlos, acentor alpino, tortuga mediterránea, lagartos, víboras y ranas.[30]

- Parque nacional del Monte Enos o Ainos, 28,62 km2, en la isla de Cefalonia. Se extiende entre el monte Enos, de 1628 m, y el monte Roudi, de 1125 m. Se distingue por el bosque de abeto de Cefalonia o abeto griego, único en las islas Jónicas. Se declaró parque nacional en 1962, así como reserva biogenética. El bosque se ha reducido debido a la tala y los incendios, frecuentes en la zona. Hay unas cien especies de aves, entre ellas el águila culebrera, el halcón borní y el abejero europeo. No hay grandes mamíferos.[31][32]

- Parque forestal nacional de Samaria o Garganta de Samaria, en Creta, es Reserva de la biosfera de la Unesco y sitio Ramsar. En las montañas Blancas o Lefka ori, en la prefectura de Chania, bajo la meseta de Omalos, a una altitud de 1200 m. Desemboca en el mar Mediterráneo. Desde el pico Volakia, a 2116 m, a las platas de arena. Manantiales, roquedos y densos bosques de cipreses, pinos y robles. de las 450 especies de plantas, unas 70 son endémicas, como el orégano de Creta, el ébano de Creta, Zelkova abelicea y el pino Pinus brutia cretica.[33]

## Sitios Ramsar

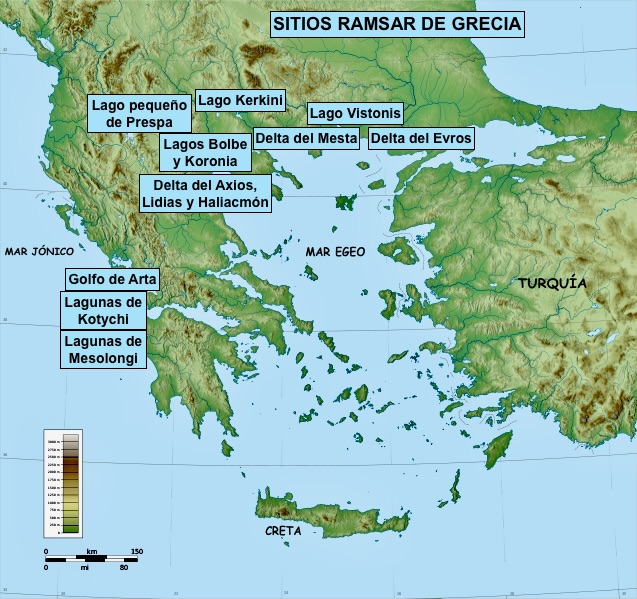
Sitios Ramsar en Grecia

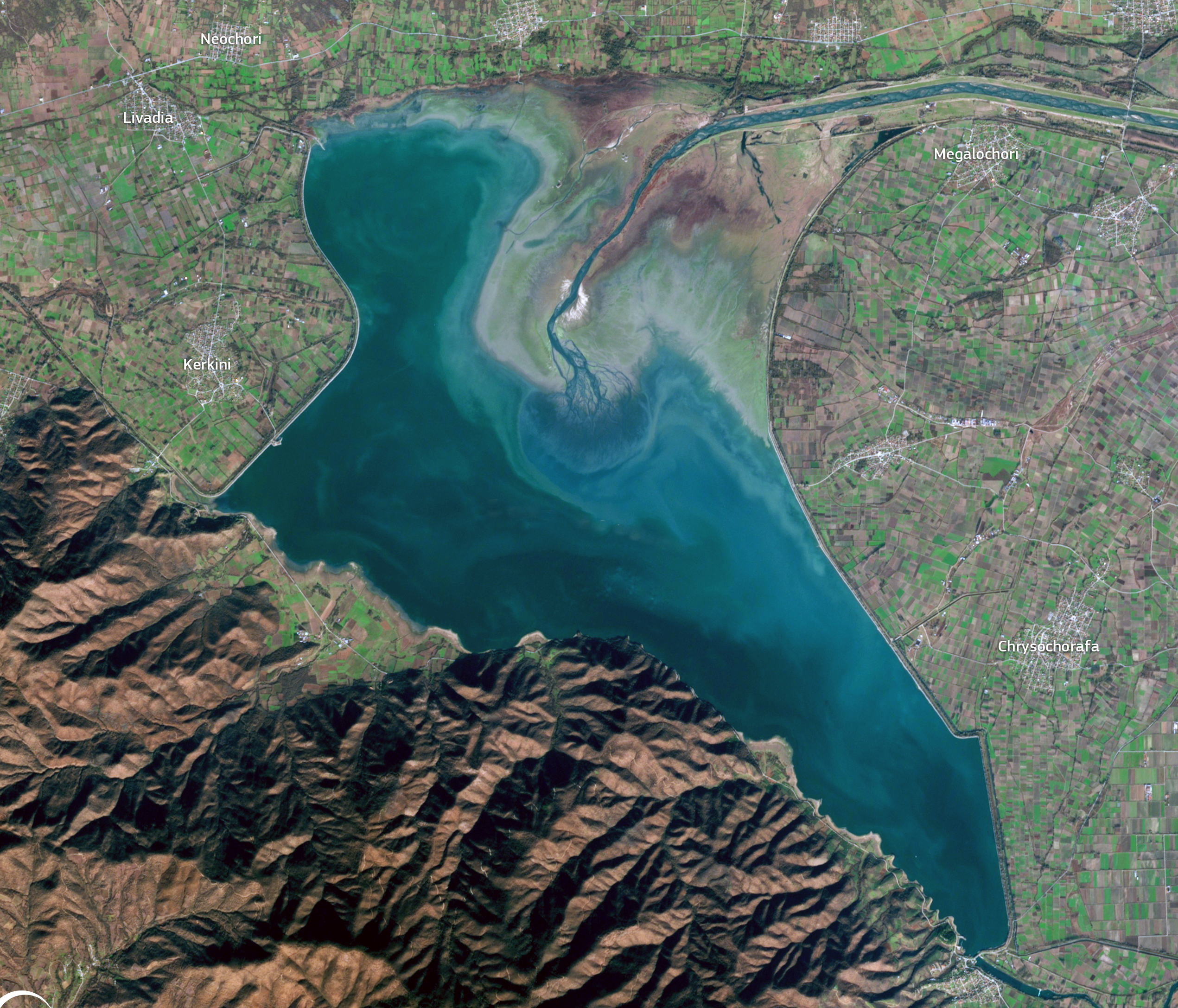
Lago Kerkini

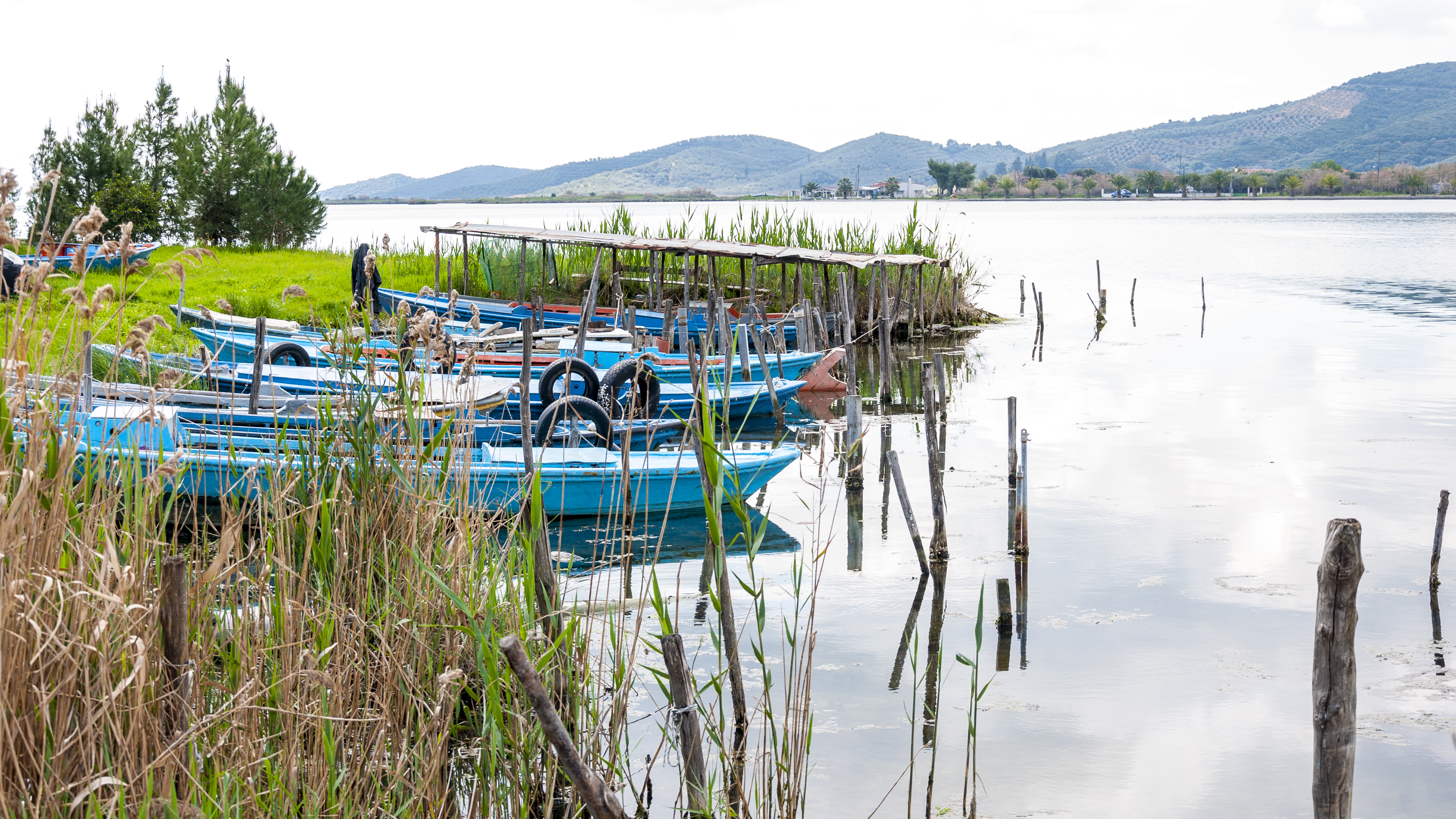
Complejo de lagunas Missolonghi–Aitoliko

Grecia es un país muy fragmentado con un paisaje muy agreste. Casi el 5 % de la costa son humedales sensibles ecológicamente y dos tercios de su población vive a menos de 2 km de la costa, con una amplia estructura turística repartida entre las islas y la península. Hay 10 sitios Ramsar que ocupan 163.501 hectáreas (1635 km2).
- Lago Kerkini, 101 km2, número 58, en 41°13'N 23°07'E, desde 1975. Es un lago artificial entre Grecia, Bulgaria y Macedonia del Norte. Está situado entre montañas y posee extensos lechos de vegetación flotante sujeta a variaciones de nivel. Hay marismas de agua dulce, bosques que se inundan y bancos de arena. Alberga numerosas aves acuáticas.[34]

- Lago pequeño de Prespa o Mikri Prespa, 50,8 km2, número 60, en 40°45'N 21°04'E, desde 1975. Parque nacional y Red natura 2000. Incluye el lago pequeño y parte del grande, compartido con Macedonia del Norte y Albania. Entre cerradas montañas de ríos estacionales. Una rica flora acuática con extensos carrizales y humedales. Numerosas especies de peces. Importante para las aves que hibernan, como los pelícanos ceñudos (200 pares), los pelícanos comunes (70 pares) y el cormorán pigmeo (100 pares). Se pesca, se usa para irrigación, turismo, ganadería y conservación, con un centro informativo.  En 1990, entra en el registro Montreux debido a los trabajos de drenaje, sobrepastoreo y pérdida de la producción pesquera. En 1999, ganó un premio Ramsar.[35]

- Golfo de Arta o Amvrakikos, 236,5 km2. En 39°06'N 20°55'E. Ensenada costera conectada con el mar al oeste de Grecia. Un extenso delta de dos ríos que incluye marismas de agua dulce con los mayores cañaverales de Grecia, humedales, tierras inundables, lagunas, barras de arena, una gran marisma salada y uno de los mayores bosques de ribera del país. Alberga una rica fauna de reptiles y anfibios, numerosas especies de aves acuáticas y rapaces. Incluye el pelícano ceñudo, pesca tradicional, ganadería  construcción ilegal de viviendas. Entra en el registro de Montreux en 1990 de zonas amenazadas porque las numerosas actividades humanas han modificado el equilibrio, y el riego ha salinizado las aguas.[36]

- Lagunas de Mesolongi o Messolonghi, 337 km2, número 62 en 38°20'N 21°15'E, desde 1975, en el golfo de Patras, en el mar Jónico, al oeste de Grecia, en la región de Etolia-Acarnania. Mesolongi es una laguna poco profunda de entre 15 y 20 km de longitud y menos de medio metro de profundidad, con un máximo de 5–6 m. Cerca de la costa forma un lago pantanoso. Al norte se encuentra la laguna Aitoliko, salina, con una profundidad máxima de 28 m y aguas anóxicas. Juntas forman un complejo lagunar que da lugar al sitio Ramsar, formado por lagunas salobres, pantanos, marismas, carrizales, dunas y bosque de ribera formando el delta de dos ríos. Hay un buen número de aves acuáticas, entre ellas, patos y pelícanos. Se extrae sal, se pesca, se crían peces en granjas, hay ganado, se practica la agricultura y se construyen resorts ilegales.[37]

- Lagunas de Kotychi, 63 km2, número 63, en 38°00'N 21°17'E, desde 1975, en la Élide, al noroeste del Peloponeso, entre las localidades de Lechaina y Vouprasia. La laguna tiene 3,7 km2 y está conectada con el mar Jónico, aunque las marismas asociadas están separadas por un largo sistema de dunas con vegetación, pequeñas lagunas y prados húmedos. Hay carrizales, plantas halófitas y plantas acuáticas, además de una rica variedad de peces, reptiles y anfibios, y numerosas aves acuáticas que crían e hibernan aquí.[38] Entra en el registro de Montreux de zonas amenazadas en 1990 por los productos químicos agrícolas y la ganadería.[39]

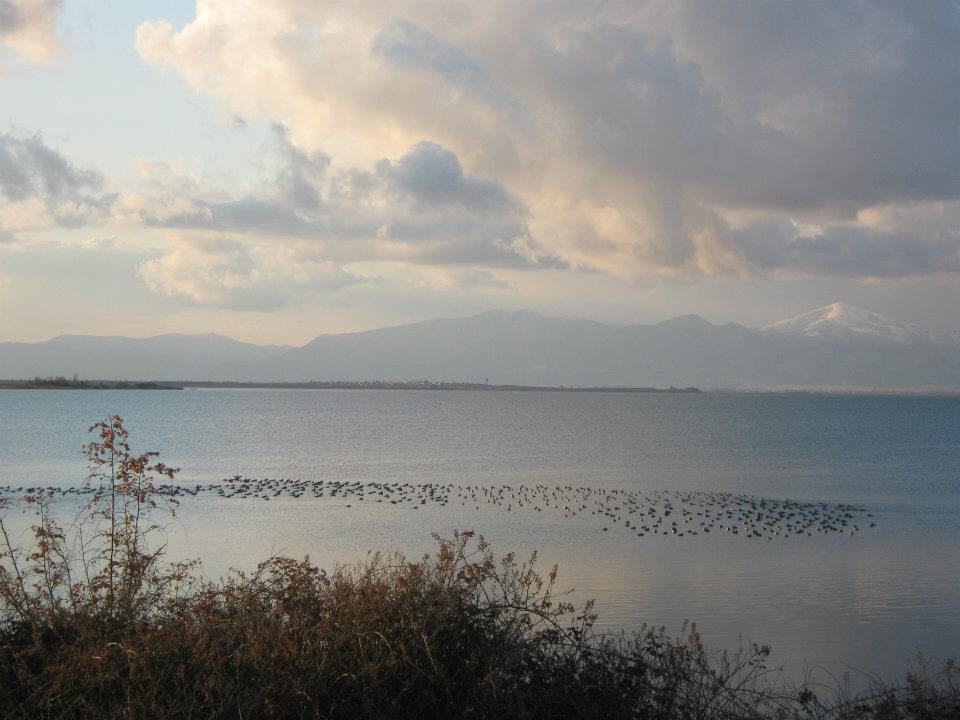
Lago Bistónide

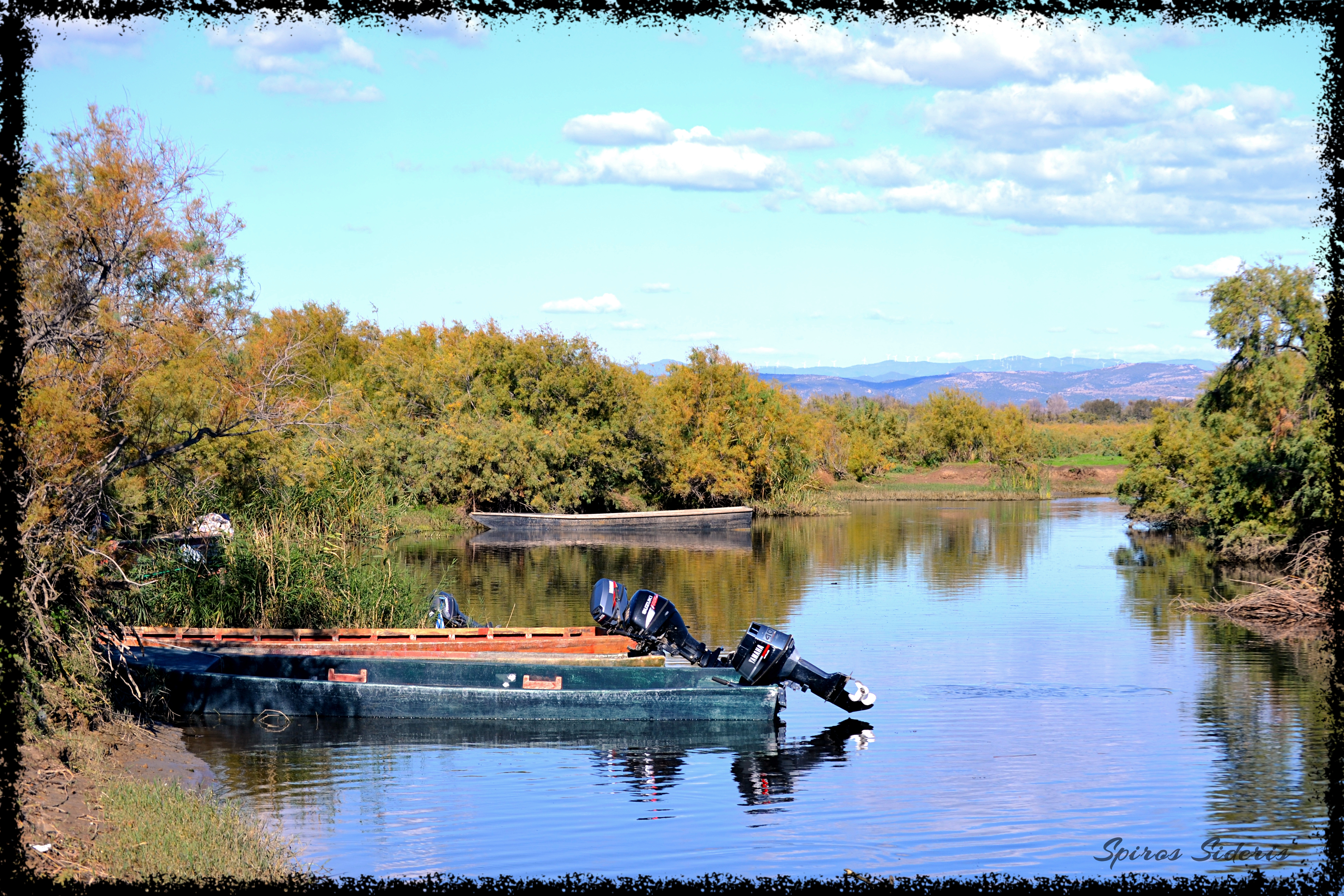
Delta del Evros

- Lago Bistónide, Porto Lagos, lago Ismaris y lagunas adjuntas, 244 km2. Desde 1975, en 41°03'N 25°11'E, número Ramsar 55. Forma parte del Parque nacional de Macedonia Oriental y Tracia, que tiene 929 km2 e incluye el Delta del Mesta y lagunas adjuntas. Antes de 1996, estaba dividido en dos zonas, el lago Vistonis o Bistónide y el lago Mitrous, que se fusionaron. Incluye un complejo de humedales, junto a un lago costero, Vistonis o Bistónide, la laguna salina de Porto Lagos, seis lagunas someras salinas separadas del mar por una barra de arena y un lago somero de agua dulce, Ismaris.[40] Las lagunas costeras están bordeadas por marismas salinas, carrizales y malezas. Es zona de cría e hibernación de aves acuáticas, como el pelícano ceñudo y el pelícano común. Las actividades humanas incluyen pesca comercial, ganadería, explotación de acuíferos, recreación y caza.[41] Entra en el registro de Montreux en 1990.

- Delta del Mesta y lagunas adjuntas, 219 km2, en 40°54'N 24°47'E, desde 1975. En la desembocadura del río Mesta o Nestos. Forma parte del Parque nacional de Macedonia Oriental y Tracia, que tiene 929 km2 e incluye el lago Bistónide y el Ismaris. Red Natura 2000. Refugio de caza. Un extenso complejo deltáico que incluye marismas saladas, lagos de agua dulce, lagunas costeras, sistemas de dunas y un extenso bosque de ribera. Es el lugar de anidación más importante de Europa para unas 40 parejas de chorlitos y hay unas cuatro parejas de pigargo europeo. Se practica la silvicultura, el cultivo estacional en el lecho del río, la ganadería y la pesca comercial. Debido al exceso de riego y la construcción de una presa en 1990 entra en el registro de Montreux.[42]

- Delta del Evros, 92,7 km2, en 40°50'N 26°03'59"E, desde 1975. Entra en el registro de Montreaux en 1990 y sale en 1999. Red natura 2000 y refugio de caza. Comparte frontera con Turquía. El delta del Evros consiste en lagunas salinas, marismas de agua dulce, lagos y una zona costera de marismas saladas y turberas. Domina la vegetación halófita, con parches de bosque de ribera. Posee un centro educativo, una torre de observación y un centro de observación de aves. Rodeado por un zona de agricultura intensiva y ganadería. El drenaje hizo que entrara en el registro de Montreux en 1990.[43]

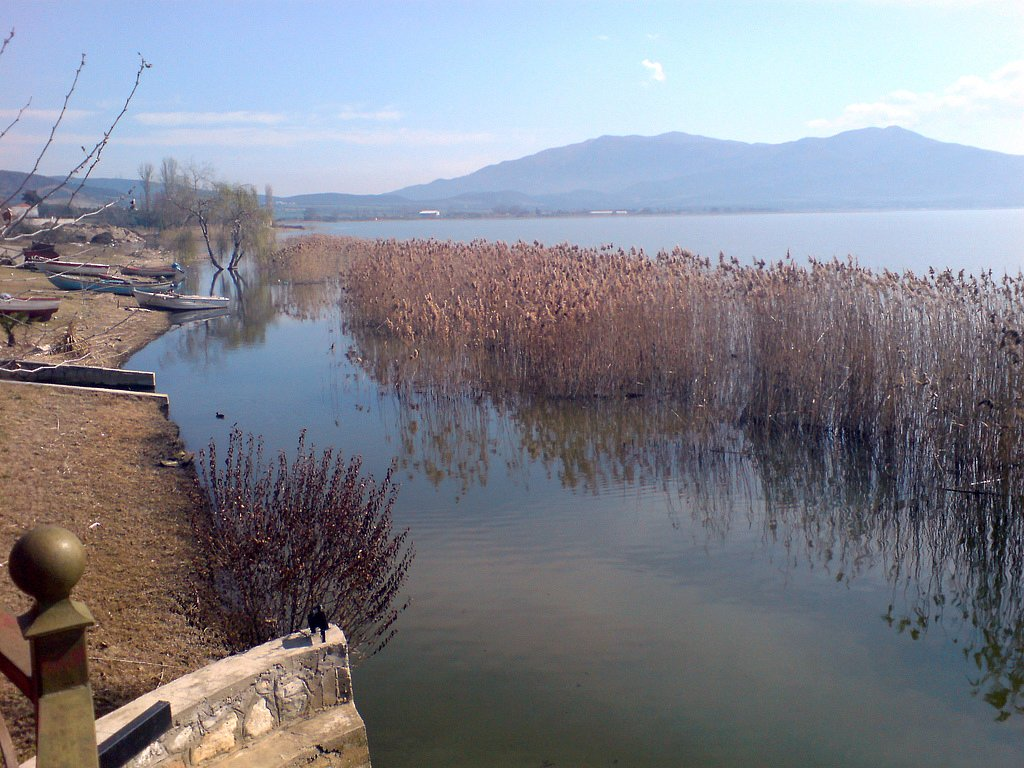
Lago Bolbe o Volvi, en el norte de Grecia

- Lagos Bolbe y Koronia, 164 km2, en 40°40'59"N 23°19'59"E desde 1975, en el extremo norte de la Calcídica, en Macedonia Central. Dos lagos de agua dulce conectados por un estrecho canal repleto de cañaverales, y rodeado de bosques y tierra cultivada. Peces endémicos, aves acuáticas que crían e hibernan, como gansos, cisnes y patos. Entra en el registro de Montreux en 1990 por el empobrecimiento de la calidad del agua debido a la falta de tratamiento de aguas residuales, la sequía, la escorrentía agrícola y los efluentes de la industria y las granjas.[44]

- Delta de los ríos Axios, Lidias y Haliacmón, en la desembocadura de los ríos Axios, Lidias y Haliacmón, 118 km2, 40°30'N 22°42'E. En la Periferia de Macedonia Central, número Ramsar 59. Al sur de Salónica, en el golfo Termaico. Un extenso delta que incluye lagunas salobres, marismas, bosques de ribera, turberas, carrizales y comunidades halófitas. Hay una treintena de peces de agua dulce y anidan y crían numerosas aves acuáticas, entre ellos escolopácidos. Se pesca, se practica la acuicultura, la pesca, la agricultura, la cría de ganado y la extracción de arena. Hay presas y las obras de irrigación alteran el paisaje, no obstante, en 1990 fue declarado sitio Ramsar.[45] Entra en el Registro de Montreux de zona alterada en 1990.

## Reservas de la biosfera de la Unesco

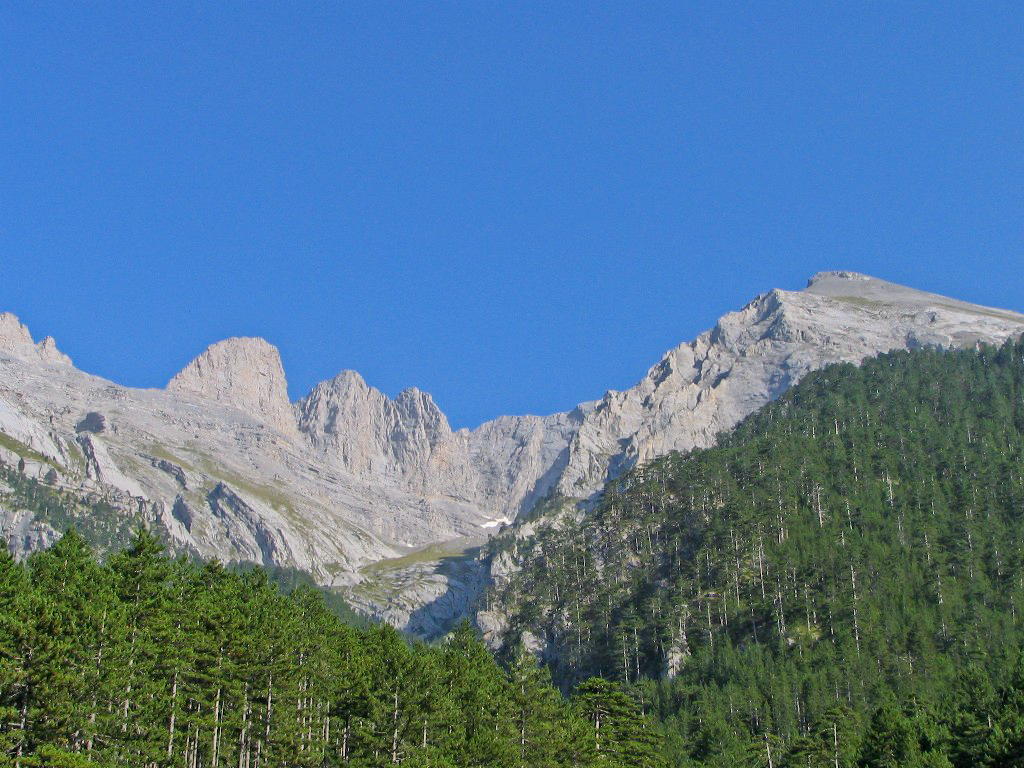
Monte Olimpo

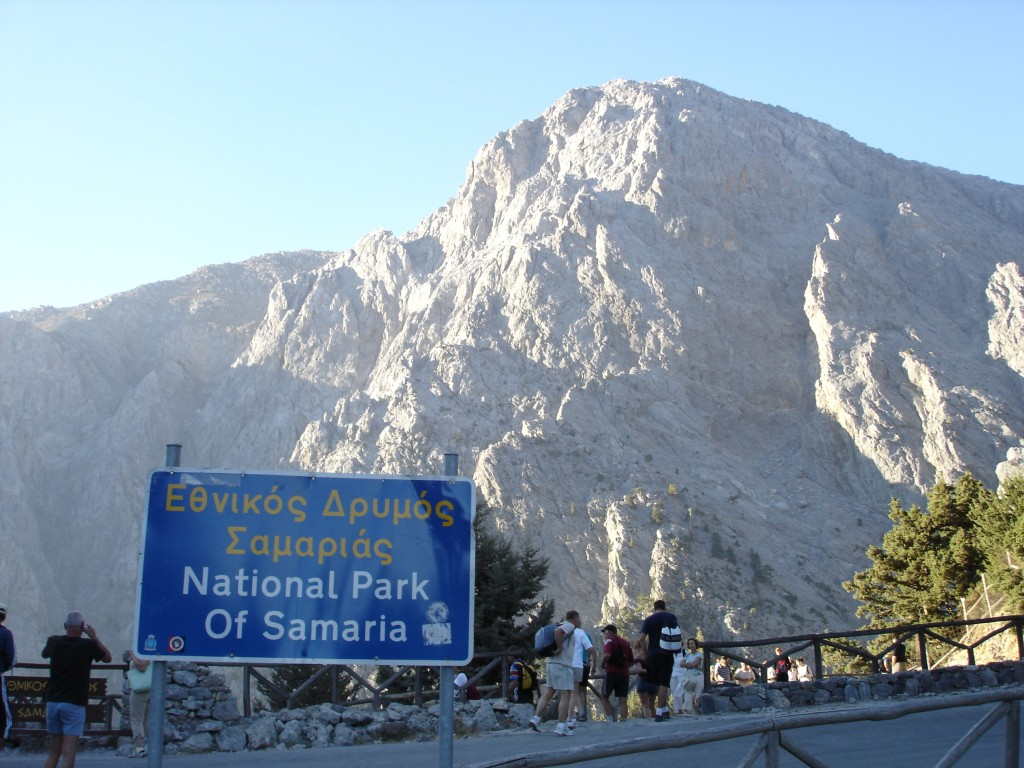
Entrada a la garganta de Samariá

- Monte Olimpo, 40 km2, desde 1981. En la parte oriental de la Grecia continental, formada por cimas calizas que culminan en el monte Olimpo, de 2914 m. El paisaje está formado por bosques de abetos y robles y pinos negros entre los 500 y los 1700 m, praderas de montaña y zonas alpinas por encima, así como, en las zonas bajas, por maquia y matorral esclerófilo. No hay asentamientos humanos en la reserva, aunque la zona colchón se usa para la caza, la ganadería, la extracción de madera y la recolección de hierbas. Debido a la mitología, es una zona turística. Entre las especies amenazadas, figuran el murciélago ratonero pardo, el rebeco, el quebrantahuesos y el águila real.[46]
- Garganta de Samaria. Desde 1981, en Creta. Parque nacional griego desde 1962, se encuentra en las Montañas Blancas o Lefká Óri, la cadena más occidental de la isla de Creta, con más de 50 picos que superan los 2000 m y atravesada de gargantas. Entre estas, destaca la de Samariá como paraíso de biodiversidad, aislada de la acción humana, y con especies como el quebrantahuesos, el águila real, el gato cretense o el murciélago dálmata de herradura, y plantas endémicas como Zelkova abelicea o Zelkova de Creta y Bupleurum kakiskalae. En las cuevas de la costa meridional se encuentra la foca monje del Mediterráneo. El sendero que atraviesa la garganta desde Xyloskalo, en el extremo de la meseta de Omalos, cruza Creta verticalmente, de norte a sur, y acaba en Agia Roumeli, en el mar de Libia, tiene 13 km de longitud. En esta zona hay unas 200 especies de aves, 32 de mamíferos y 1800 de plantas, de los cuales unas 174 son especies endémicas griegas.[47]
- Sierra de Asterousia, 1257 km2. En Creta, desde 2020. También se conoce como Sierra de Kofinos, por el nombre de su cima más alta, de 1231. Separa la llanura de Mesará del mar de Libia, en la isla de Creta. Poseer una rica herencia arqueológica y restos humanos en un área rica en biodiversidad que posee las montañas más meridionales de Europa. Tiene quebrantahuesos, buitre leonado, águila real y águila azor perdicera. Llega hasta la costa y tiene unos 6000 habitantes, con cuevas y abrigos rocosos de 3200-2000 años.[48]

## Patrimonios de la humanidad
- Meteora
- Monte Athos